# Amurg (film)
Amurg (titlu original: Sunset) este un film american Western de crimă de mister din 1988 regizat de Blake Edwards. Rolurile principale au fost interpretate de actorii Bruce Willis ca actorul de Western Tom Mix și James Garner ca omul legii Wyatt Earp. Bazat pe un roman nepublicat al lui Rod Amateau, complotul îi aduce pe Mix și Earp împreună pentru a rezolva o crimă de la Hollywood în 1929.
Acesta a fost al doilea film în care Garner l-a jucat pe Wyatt Earp, primul fiind Ora pistolarilor (Hour of the Gun, 1967) al lui John Sturges. Amurg a fost a doua colaborare a regizorului Edwards cu Willis, după Întâlnire cu surprize (1987).
Cu toate că Amurg conține unele elemente de comedie, acesta a virat mai mult către genul de mister din perioada vechiului Hollywood. Criticii de film, cum ar fi Roger Ebert, s-au chinuit să definească filmul. Ebert a remarcat: „Cel mai ciudat lucru la Amurg este că nu este chiar o comedie. Conține câteva râsete, dar este un fel de film discret, cu o stare de spirit melancolică...”

## Prezentare
La Hollywood, la sfârșitul anilor 1920, în perioada de trecere a cinematografiei la filmul sonor, producătorul și șef de studio Alfie Alperin (Malcolm McDowell) vrea să producă un film epic Western  despre Wyatt Earp. Tom Mix (Bruce Willis) este distribuit în rolul marelui șerif federal al Statelor Unite, iar adevăratul Earp (James Garner) este adus pe platourile de filmare ca un consilier tehnic.
În timp ce Earp și Mix, eroii Western unul „real” și unul de pe „rolă”, sunt implicați în aventura lor cinematografică, ei sunt, de asemenea, prinși într-un caz real de crimă, prostituție și corupție. Împreună, încearcă să îndrepte problemele fiului dispărut al fostei iubite a lui Earp, Christina (Patricia Hodge). Ea este acum soția șefului studioului Alfie Alperin care nu este mulțumit de ancheta lui Earp. Gazda Cheryl King (Mariel Hemingway) începe o relație romantică cu Earp.
Sora lui Alfie, Victoria Alperin (Jennifer Edwards) se întâlnește cu un mafiot notoriu și toți trei se găseau la locul uciderii doamnei Candice Gerard. În curând, Earp dezvăluie adevărata natură sadică a lui Alfie Alperin. Doi dintre complicii săi, șeful pazei studioului Dibner (M. Emmet Walsh) al cărui interes este să-l protejeze pe Alperin și căpitanul corupt Blackworth (Richard Bradford) se întorc împotriva lui Earp.
Mix și Earp ajung să tragă cu armele într-o adevărată luptă la o fermă izolată, Mix spunându-i lui Earp „Aș vrea să existe o cameră de filmat aici” înainte de a scoate o armă adevărată.
După moartea Christinei, lucrurile devin personale pentru Earp, ducând la punctul culminant exploziv dintre Mix, Alperin și Earp.

## Distribuție
- Bruce Willis - Tom Mix
- James Garner - Wyatt Earp
- Malcolm McDowell - Alfie Alperin
- Mariel Hemingway - Cheryl King
- Kathleen Quinlan - Nancy Shoemaker
- Jennifer Edwards - Victoria Alperin
- Patricia Hodge - Christina Alperin
- Richard Bradford - Captain Blackworth
- M. Emmet Walsh - Chief Dibner
- Joe Dallesandro - "Dutch" Kieffer
- Andreas Katsulas - Arthur
- Dann Florek - Marty Goldberg
- Bill Marcus - Hal Flynn
- Michael C. Gwynne - "Mooch"
- Dermot Mulroney - Michael Alperin
- Jeffrey Briar - Stan Laurel
- Bevis Faversham - Oliver Hardy
- John Fountain - John Gilbert
- Peter Jason - Frank Coe